# دنیویل-لس-شانتل
دنیویل-لس-شانتل (به فرانسوی: Deneuille-lès-Chantelle) یک کمون (فرانسه) در فرانسه است که در canton of Chantelle واقع شده‌است. دنیویل-لس-شانتل ۸٫۲۱ کیلومتر مربع مساحت دارد ۳۰۰ متر بالاتر از سطح دریا واقع شده‌است.